# Solo cani
Solo cani (Just Dogs) è un film del 1932 diretto da Burt Gillett. È un cortometraggio d'animazione della serie Sinfonie allegre, distribuito negli Stati Uniti dalla United Artists il 30 luglio 1932. Il film ha come protagonista Pluto, per la prima volta senza Topolino.

## Trama
Un cagnolino aiuta Pluto e tutti gli altri cani rinchiusi in gabbia a fuggire dal canile. Tutti i cani si recano in un parco. Qui Pluto continua ad essere seguito dal cagnolino che lo ha salvato, ma non gradisce tale comportamento. Il cagnolino si mette a scavare e trova un grosso osso che regala con generosità a Pluto. L'odore dell'osso viene fiutato però dagli altri cani nel parco, facendo preoccupare Pluto, che si va a nascondere. Il cagnolino lo segue e cerca di rosicchiare l'osso insieme a Pluto, ma lui lo vuole tenere tutto per sé. Gli altri cani trovano Pluto ed inizia una lunga rincorsa per cercare di sottrargli l'osso. Ma l'amico di Pluto chiede aiuto ad un esercito di pulci e si libera così di tutti i cani. Il cagnolino riporta l'osso a Pluto e lui per ringraziarlo divide l'osso con l'amico.

## Distribuzione

### Edizioni home video
Il cortometraggio fu distribuito in DVD-Video nel secondo disco della raccolta Silly Symphonies, facente parte della collana Walt Disney Treasures e uscita in America del Nord il 4 dicembre 2001 e in Italia il 22 aprile 2004.